# Гао Линвэй
Га́о Линвэ́й (кит. 高凌霨, пиньинь Gāo Língwèi, 12 сентября 1870 — 4 марта 1940) — китайский политический деятель первой половины XX века, президент Китайской республики.

## Биография
Гао Линвэй родился в 1870 году в Тяньцзине. После сдачи государственных экзаменов он получил назначение в провинцию Хубэй. Под руководством Чжан Чжидуна, занимавшего пост наместника Хугуана, Гао Линвэй принимал участие в проводимых им мероприятиях по развитию промышленности и созданию системы образования.
Когда в 1911 году произошло Учанское восстание, Гао Линвэй бежал в Шанхай. В 1912 он году вступил в партию Гунхэдан (в 1913 году влившуюся в Гоминьдан), с 1913 года принял участие в проводимых пекинским правительством мероприятиях по организации в каждой провинции Китая отделений национального банка и возглавил финансовый комитет провинции Чжили. В 1915 году Гао Линвэй стал верховным советником при генерал-губернаторе Трёх провинций Северо-Востока.
Когда в 1917 году в Китае впервые был созван парламент, Гао Линвэй был избран делегатом от провинции Чжили. В 1920 году он стал заместителем министра торговли в недолговечном правительстве Цзинь Юньпэна. В последовавшей затем чехарде правительств он обычно занимал посты министра финансов, торговли или внутренних дел, а в 1923 году даже несколько месяцев был президентом Китайской республики. После того, как Цао Кунь путём подкупа депутатов избрал президентом себя, Гао Линвэй стал при нём премьер-министром. Когда в октябре 1924 года войска Фэн Юйсяна свергли Цао Куня, Гао Линвэй бежал в Тяньцзинь, а затем в Шанхай.
В 1926 году Гао Линвэй вернулся из Шанхая в Тяньцзинь и поселился на территории японской концессии, где свёл тесное знакомство с сыном Чжан Чжидуна Чжан Яньцином (будущим министром иностранных дел Маньчжоу-го), участвовал в деятельности «Китайско-японского общества совместного пути». В 1930-х годах Гао Линвэй активно сотрудничал с секретными службами Японии, в 1935 году вошёл в Хэбэйско-Чахарский политический совет. Когда в 1937 году началась японо-китайская война, и Ван Кэминь создал на оккупированных территориях Северного Китая марионеточное прояпонское правительство, то Гао Линвэй вошёл в него как глава Специального совета по поддержанию порядка в Тяньцзине (то есть мэр Тяньцзиня), а 17 декабря 1937 года японцы сделали его ещё и губернатором провинции Хэбэй.
Гао Линвэй скончался в 1940 году от сердечного приступа.